# Діод

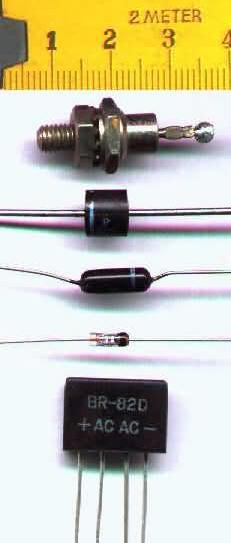

Діод  — електронний прилад з двома електродами, що пропускає електричний струм лише в одному напрямі. Застосовується у радіотехніці, електроніці, енергетиці та в інших галузях, переважно для випрямляння змінного електричного струму, детектування, перетворення та помноження частоти, а також для переключення електричних кіл.
Назву «діод» запропонував у 1919 році Вільям Генрі Еклз, утворивши її від грецької частки ді-, яка означає два та грец. ὅδος — шлях.

## Види діодів

Позначення лампового діода

Позначення напівпровідникового діода (вгорі) і відповідне йому маркування корпусу (внизу)

За фізичними принципами реалізації своїх функцій діоди як електронні прилади бувають електровакуумними, які виготовляють у вигляді електронних (електровакуумних) ламп (електровакуумні діоди) або газорозрядних (газонаповнених) приладів (газорозрядні вентилі) та напівпровідниковими. Кожний з видів поділяється на низку підвидів, залежно від функцій, що виконуються ними в електричних колах.

### Класифікація електровакуумних діодів
Електровакуумний діод  — вакуумна двоелектродна електронна лампа, що має лише анод і катод.
Катод діода нагрівається до температур, при яких виникає термоелектронна емісія. При подаванні на анод позитивної відносно катода напруги частина емітованих електронів спрямовується до анода, формуючи його струм, у протилежному випадку емітовані катодом електрони повертаються на катод. Таким чином, діод випрямляє прикладену до нього змінну електричну напругу. Ця властивість діода використовується для випрямлення змінної напруги і детектування сигналів високої частоти. Практичний частотний діапазон традиційного вакуумного діода обмежується значеннями 500 МГц. Дискові діоди, що інтегровані у хвилеводи, здатні детектувати частоти до 10 ГГц. Залежно від призначення та виконання електровакуумні діоди бувають наступних виконань:
- Одинарний (одноанодний) діод — малопотужний різновид електровакуумного діода, призначений для детектування сигналів високої частоти.
- Подвійний (двоанодний) діод — те ж, але містить два діоди в одному корпусі із спільним розігрівом катода з метою використання їх у схемах двопівперіодного випрямлення.
- Кенотрон (від грец. kenos — порожній і (elec)tron)  — електровакуумний діод, що використовується у випрямних та імпульсних режимах[1] (потужний різновид електровакуумного діода). Одинарний (одноанодний) кенотрон містить катод прямого або непрямого розігріву і анод. Низьковольтні кенотрони (допустима зворотна напруга на аноді до 2 кВ, допустима сила прямого струму сягає декількох амперів) мають оксидні катоди. Високовольтні кенотрони (напруга до 1 МВ, сила струму до 500 мА) мають оксидний або карбідований катод. З розвитком напівпровідникової техніки кенотрони було повністю витіснено напівпровідниковими діодами.
- Механотрон — Електронно-керована лампа, в якій керування потоком електронів та іонів здійснюється механічним переміщенням одного чи кількох їх електродів відносно інших[1]. Може виконуватись як електровакуумний або газорозрядний прилад. Зазвичай, це різновид діода, у якому силою електронного чи іонного струму можна керувати механічним впливом ззовні. Механотрон є одним з видів електронно-механічних перетворювачів. Призначений для прецизійного вимірювання лінійних переміщень, кутів, сил і вібрації в контрольно-вимірювальних пристроях.

### Класифікація газорозрядних вентилів (газонаповнених діодів)
Газорозрядний вентиль — газорозрядний прилад, який має переважно односторонню провідність.
Електроди газорозрядних вентилів — анод, що виготовляють з нікелю, сталі або графіту, і оксидний катод з прямим чи непрямим підігрівом (виняток становить ігнітрон з ртутним катодом)  — поміщені в середовище інертного газу або суміші газів під тиском 0,1—0,25 мм рт. ст. або пари і під тиском 0,001—0,01 мм рт. ст. Залежно від призначення та виконання газонаповнені діоди включають такі різновиди:
- Газотрон — некерований газорозрядний вентиль з дуговим розрядом у газі чи парах металів[1] у вигляді газонаповненої лампи як і електровакуумний діод також має гарячий катод і анод, однак відрізняється деякими конструктивними особливостями. Електрони, емітовані катодом, зазнають прискорення від позитивно зарядженого анода. Оскільки в лампі замість вакууму перебувають часточки газу, то довжина шляху вільного пробігу електрона є невеликою — він вдаряє у молекулу газу, вибиваючи з неї електрони і тим самим іонізуючи газ. В лампі утворюється іонізований газ, що складається з різних зарядів — мінусових електронів і плюсових іонів. Електрони рухаються до анода, іони  — до катода. З огляду на різницю мас головним носієм струму є електрони, іони рухаються значно повільніше. Такі діоди знайшли застосування у підсилювачах великої потужності.
- Тиратрон (від лат. thýra — двері, вхід та (elec)tron),  — іонний газорозрядний багатоелектродний комутатор струму (керований діод), в якому між анодом і катодом можуть міститися один (тріод), два (тетрод) або більше керуючих електродів[1]. Для того, щоб запалити розряд між анодом і катодом, на сітку подається електричний сигнал. На відміну від вакуумних тріодів, при знятті керуючого сигналу струм між анодом і катодом триватиме до тих пір, поки напруга на аноді не впаде нижче за напругу підтримки розряду. В сучасній електроніці малопотужні тиратрони практично повністю витіснено напівпровідниковими приладами тиристорами. Сучасні потужні тиратрони застосовуються при комутації імпульсів струму до 10 кА і напруги до 50 кВ.
  - Тиратрон тліючого розряду — тиратрон із холодним катодом, в якому необхідний струм є струмом тліючого розряду[1]
- Ігнітрон (ртутний випрямляч) (від лат. Ignis — вогонь та (elec)tron)  — керований ртутний вентиль, в якому головний дуговий розряд виникає від ігнайтера (запалювача), зануреного в ртуть, на який подається електричний імпульс позитивної полярності відносно катода[1]. Застосовується як ртутний електричний вентиль у потужних випрямних пристроях, електроприводах, електрозварювальних пристроях, тягових та випрямних підстанціях тощо із середньою силою струму у сотні ампер та випрямленою напругою до 5 кВ. Для ігнітрона характерним є незначний спад напруги (15—20 В) та високий ККД (98—99 %)[2] Ігнітронні контактори мають значні переваги над електромагнітними контакторами, а саме: безінерційність, відсутність рухомих частин і вимикання струму в нульовій точці; все це забезпечує однорідність сили струму і відсутність перенапруг на трансформаторах при розмиканні струму.
- Стабілітрон (від лат. stabilis — стійкий, сталий та (elec)tron) — двоелектродний газорозрядний а також напівпровідниковий пристрій (див. нижче), напруга на якому при зміні (у певних межах) струму, що проходить через нього змінюється незначно. Стабілітрони застосовують для підтримання сталої напруги на заданій ділянці електричного кола, наприклад, у стабілізаторах напруги. Серед газорозрядних стабілітронів розрізняють:
  - Стабілітрон коронного розряду — іонний газорозрядний електровакуумний прилад, що призначений для стабілізації напруги (400 В…30 кВ) при малому споживанні струму (одиниці-десятки мікроампер) (для живлення електронно-променевих трубок, фотоелектронних помножувачів, лічильників Гейгера). Колби заповнюються воднем під тиском, близьким до атмосферного[3].
  - Стабілітрон тліючого розряду (застаріле — стабіловольт) — іонний газорозрядний електровакуумний пристрій, призначений для стабілізування напруги. Стабілітрони тліючого розряду заповнені сумішшю інертних газів і призначені для стабілізації напруг від 80 В (аргоново-гелієва і неон-криптонова суміші) до 1,2 кВ (гелієво-неонова суміш). Ця конструкція стабілітрона зазвичай має лише історичну цінність.
- Механотрон (див. вище)

### Класифікація напівпровідникових діодів
Напівпровідниковий діод — це напівпровідниковий прилад з одним випрямним електричним переходом і двома зовнішніми виводами. Випрямним електричним переходом в напівпровідникових діодах може бути електронно-дірковий перехід, гіперперехід або контакт метал-напівпровідник.
Класифікацію напівпровідникових діодів проводять за наступними ознаками:
- за методом отримання переходу бувають:
  - точкові, у яких використовується пластинка германію або кремнію з електропровідністю n-типу, завтовшки 0,1…0,6 мм і площею 0,5…1,5 мм²; з пластинкою стикається загострений провідник з нанесеною на вістря домішкою. При цьому з вістря в основний напівпровідник дифундують домішки, які створюють область з іншим типом електропровідності. Таким чином біля вістря утворюється мініатюрний p-n-перехід півсферичної форми;
  - планарні, у яких р-n-перехід утворюється двома напівпровідниками з різними типами електропровідності, причому площа переходу у різних типів діодів лежить в межах від сотих долей квадратного міліметра до кількох десятків квадратних сантиметрів (силові діоди). Площинні діоди виготовляються методами сплавлення (вплавлення) або дифузії;
  - діод Шотткі (названий на честь німецького фізика Вальтера Шотткі), також відомий як «діод з гарячими носіями», є напівпровідниковим діодом з низьким значенням падіння прямої напруги, та дуже швидким перемиканням. Діоди Шотткі використовують перехід метал-напівпровідник, як бар'єр Шотткі, (замість p-n-переходу, як у звичайних діодів);
- за матеріалом напівпровідникові діоди бувають: германієві, кремнієві, арсенідо-галієві тощо;
- за фізичними процесами, на використанні яких базується робота діода:
  - тунельні (діоди Лео Есакі) — напівпровідникові елементи електричного кола з нелінійною вольт-амперною характеристикою, на якій існує ділянка з від'ємною диференційною провідністю, наявність якої базується на кванотовомеханічних ефектах. Застосовуються як підсилювачі, генератори тощо;
  - лавинно-пролітні напівпровідникові діоди, що працюють в режимі лавинного розмноження носіїв заряду при зворотному зміщенні електричного переходу та призначені для генерування надвисокочастотних коливань[4];
  - фотодіоди — це приймачі оптичного випромінювання, які перетворюють світло, що падає на його фоточутливу область в електричний заряд за рахунок процесів в p-n-переході. Його можна класифікувати як напівпровідниковий діод, в якому використовується залежність його вольт-амперної характеристики від освітленості;
  - світлодіоди (англ. LED — light-emitting diode) — напівпровідникові пристрої, що випромінюють некогерентне світло при пропусканні через них електричного струму (ефект, відомий як електролюмінесценція). Випромінюване світло традиційних світлодіодів лежить у вузькій ділянці спектру, а його колір залежить від хімічного складу використаного у світлодіоді напівпровідника. Сучасні світлодіоди можуть випромінювати світло від інфрачервоної ділянки спектру до майже ультрафіолету ;
  - діоди Ганна — тип напівпровідникових діодів, що використовується для генерації та перетворення коливань у діапазоні НВЧ. На відміну від інших типів діодів, принцип дії діода Ганна заснований не на властивостях p-n-переходів, а на власних об'ємних властивостях напівпровідника.

- за призначенням напівпровідникові діоди поділяють на[4];:
  - випрямні напівпровідникові діоди, призначені для перетворення змінного струму в пульсуючий;
  - імпульсні — напівпровідникові діоди, що мають малу тривалість перехідних процесів в імпульсних режимах роботи;
  - варикапи (діод Джона Джеумма) — напівпровідникові діоди, ємність яких керується зворотною напругою, і які призначені для застосування в ролі елементів з електрично керованою ємністю;
  - стабілітрони (діод Зенера) — напівпровідникові діоди, що працюють в режимі зворотного пробою та використовується як джерело опорної напруги;
  - напівпровідникові діоди, що працюють в режимі зворотного пробою та використовується як згладжувачі викидів (піків) напруги (англ. surge suppressor або TVS)
  - детекторні — напівпровідникові діоди, призначені для детектування сигналу;
  - детекторні НВЧ — напівпровідникові діоди, призначені для детектування надвисокочастотного сигналу;
  - параметричні — варикапи, що застосовуються в діапазоні надвисоких частот у параметричних підсилювачах,
  - змішувальні — напівпровідникові діоди, призначені для перетворення високочастотних сигналів у сигнал проміжної частоти.

## Історія
У 1873 Фредерік Гатрі відкрив принцип функціонування вакуумного діода. Підносячи розжарений метал до позитивно зарядженого електроскопа, і не торкаючись його, він зміг розрядити електроскоп, а з негативно зарядженим електроскопом такого не траплялося. Це відкриття незалежно повторив Томас Едісон у 1880 році. У часи цього відкриття було незрозуміло, як можна використати цей ефект, але Едісон на всякий випадок запатентував винайдений пристрій.
Через 20 років Джон Амброз Флемінг збагнув, що ефект односторонньої провідності можна використати в радіо. Він запатентував свій винахід у 1904 році — в Британії, а в 1905 році — в США.
Принцип роботи напівпровідникового діода відкрив у 1874 році Карл Фердинанд Браун. Перший радіоприймач з використанням кристалічного діода сконструював Ґрінліф Віттіер Пікард. Свій винахід він запатентував у 1906 році.

## Виготовлення
Діоди виготовляють з кремнію, германію, селену та інших напівпровідників.
Розглянемо способи утворення p-n-переходу в діоді. Цей перехід не вдається одержати механічним з'єднанням напівпровідників, бо відстань між p- і n-областями має бути не більшою від міжатомних відстаней. Тому основними методами одержання p-n-переходів є сплавлення і дифузія.
Розглянемо германієвий діод з n-електропровідністю. При високій температурі в нього вплавляють індій, внаслідок чого утворюється ділянка з р-електропровідністю. На межі цих ділянок утворюється p-n-перехід.

## Вольт-амперна характеристика

Чотири режимні області напівпровідникового діода

Вольт-амперна характеристика напівпровідникового діода схематично показана на рисунку (без збереження масштабу). Рисунок демонструє чотири режими роботи напівпровідникового діода. При оберненій напрузі, більшій за {\displaystyle V_{br}}, наступає пробій — різке збільшення струму, яке використовується в роботі лавинних діодів та діодів Зенера. При оберненій напрузі, меншій від {\displaystyle V_{br}}, існує тільки малий струм насичення, здебільшого, порядку мікроамперів. При прикладенні напруги в прямому напрямку, струм зростає експоненційно, залишаючись малим до напруги {\displaystyle V_{d}}, — напруги відкривання діода. Ця напруга може бути різною, в залежності від типу діода, — від 0,2 В для діодів Шоткі, до 4 В у блакитних світлодіодів.
Вольт-амперні характеристики деяких діодів, наприклад, діода Ганна і резонансного тунельного діода можуть містити ділянки з від'ємною диференціальною провідністю, тобто ділянки, на яких сила струму в діоді зменшується, при збільшенні прикладеної напруги. Такі діоди зручні для використання в генераторах електричних коливань.

## Рівняння ідеального діода
| Diode symbol | Zener diode symbol | Schottky diode symbol | Tunnel diode symbol |
| Діод         | Діод Зенера        | Діод Шоткі            | Тунельний діод      |
|              |                    |                       |                     |
| Світлодіод   | Фотодіод           | Варікап               | Тиристор            |

Вольт-амперну характеристику ідеального діода, тобто діода, в якому не враховується можливість пробою та інші фактори, можна описати рівнянням Шоклі
{\displaystyle I=I_{S}\left[\exp \left({\frac {eV_{a}}{k_{B}T}}\right)-1\right]},
де I — сила струму, {\displaystyle I_{S}} — сила струму насичення при зворотній напрузі, {\displaystyle V_{a}} — напруга (в прямому напрямку), {\displaystyle k_{B}} — стала Больцмана, T — температура.
Величину {\displaystyle V_{T}=k_{B}T/e} називають термальною напругою.

## Характеристики діодів
Is — струм насичення (тепловий струм)

Rб — опір бази діода

Rа — активний опір

RД — диференційний опір

Cб — бар'єрна ємність

СД — дифузійна ємність

Rтп к — тепловий опір перехід-корпус

КВ — коефіцієнт випростування

φк — контактна різниця потенціалів
Допустимі зворотні напруги кремнієвих діодів — 1000—1500 В, а германієвих 100—400 В. Інтервал робочих температур кремнієвого діода — від −60 °C до +150 °C; а для германієвого — від −60 °C до +85 °C. Тому зараз в основному використовують кремнієві діоди.

## Використання
Діоди широко використовуються в електротехніці, електроніці та радіотехніці. З різною метою, в залежності від їх характеристик.
Властивість діода — проводити струм лише в одному напрямку, застосовують у випрямлячах — для перетворення змінного струму на постійний.
Діоди використовуються при демодуляції амплітудно-модульованого радіосигналу, тобто виділення низькочастотної складової з високочастотного сигналу.
Разом із іншими електронними компонентами, діоди можуть використовуватися для створення AND і OR логічних елементів.
Світлодіоди використовуються як джерела світла, а фотодіоди — як його індикатори.
Робота діодів чутлива до радіоактивних променів, що дозволяє використовувати їх як детектори іонізуючого випромінювання, зокрема детектори елементарних частинок. Одна така частинка має енергію в сотні тисяч і мільйони електронвольт. Проходячи через напівпровідник вона створює значну концентрацію носіїв заряду. Неосновні носії заряду легко проходять через p-n-перехід діода, підключеного у зворотному напрямку, створюючи струм, вимірюючи який можна оцінити характеристики частинки.
Постійне опромінення впливає на характеристики діода, а тому діоди можна використовувати не тільки для детектування частинок, а й для вимірювання доз опромінення. Для цієї мети особливо зручні PIN-діоди, в яких p- та n-області розділені широкою ділянкою ізолятора (нелегованого напівпровідника). Завдяки ширині такої області, радіаційні пошкодження детектувати легше.
Діоди використовуються, також, для вимірювання температури, оскільки падіння напруги на діоді (при прямому включенні) залежить від температури.
Варікапи виконують роль керованої напругою ємності.
Діоди з від'ємною вольт-амперною характеристикою є нелінійними елементами схем генераторів високочастотних коливань.
Інше використання діодів — у клавіатурі електронних музичних інструментів. Для зменшення кількості проводів ці інструменти часто використовують плати клавіатурних матриць. Контролер клавіатури сканує рядки й стовпчики, щоб визначити, яку клавішу натиснув музикант. Виникає проблема в тому, що при одночасному натисненні на декілька клавіш, струм може текти в зворотному напрямку й викликати фантомні ноти. Щоб запобігти цьому, клавіатурні матриці мають діод під кожною клавішею.
Діод — двохелектродний електронний прилад, володіє різною провідністю залежно від напряму електричного струму. Електрод діода, підключений до позитивного полюса джерела струму, коли діод відкритий (тобто має маленький опір), називають анодом, підключений до негативного полюса-катодом. Діоди бувають електровакуумними, газонаповненими (газотрони, стабілітрони), напівпровідниковими і ін. В наш час [коли?] в переважній більшості випадків застосовуються напівпровідникові діоди.
Лампові діоди являють собою радіолампу з двома робочими електродами, один з яких підігрівається ниткою розжарення. Завдяки цьому, частина електронів залишає поверхню розігрітого електрода (катода) і під дією електричного поля рухається до іншого електрода — анода. Якщо ж поле спрямоване в протилежну сторону, електричне поле перешкоджає цим електронам та струму (практично) нема. Діоди широко використовуються для перетворення змінного струму в постійний (точніше, в односпрямований пульсуючий). Діодний випрямляч (Тобто 4 діода для однофазної схеми, 6 для трифазної напівмостової схеми або 12 для трифазної повномостової схеми, з'єднаних між собою за схемою) — основний компонент блоків живлення практично всіх електронних пристроїв. Діодний трифазний випрямляч на трьох паралельних напівмостах застосовується в автомобільних генераторах, він перетворює змінний трифазний струм генератора в постійний струм бортової мережі автомобіля. Застосування генератора змінного струму в поєднанні з доданими випрямлячем замість генератора постійного струму зі щітково-колекторним вузлом дозволило значно зменшити розміри автомобільного генератора і підвищити його надійність.
Це викликано тією особливістю даних випрямлячів, що при перевищенні межі допустимого струму, відбувається вигорання селену (ділянками), не призводить (до певного ступеня) ні до втрати випрямних властивостей, ні до короткого замикання — пробою. В високовольтних випрямлячах застосовуються селенові високовольтні стовпи з безлічі послідовно з'єднаних селенових випрямлячів і кремнієві високовольтні стовпи з безлічі послідовно з'єднаних кремнієвих діодів.
Діоди в поєднанні з конденсаторами застосовуються для виділення низькочастотної модуляції з амплітудно-модульованого радіосигналу або інших модульованих сигналів. Діодні детектори застосовуються майже у всіх радіоприймальних пристроях: ..
Діоди застосовуються також для захисту різних пристроїв від неправильної полярності включення тощо
Відома схема діодним захистом схем постійного струму з індуктивностями від стрибків при вимиканні живлення. Діод включається паралельно котушці так, що в «робочому» стані діод закритий. У такому випадку, якщо різко вимкнути збірку, виникне струм через діод і сила струму буде зменшуватися повільно (ЕРС індукції буде дорівнює падінню напруги на діоді), і не виникне потужного стрибка напруги, що приводить до іскріння контактів і вигоряння напівпровідників. Застосовуються для комутації високочастотних сигналів. Управління здійснюється постійним струмом, поділ ВЧ і керуючого сигналу з допомогою конденсаторів і індуктивностей.